# 基隆端 (台62甲線)
22°56′09.1″N 120°10′34.8″E / 22.935861°N 120.176333°E
基隆端位於臺灣基隆市中正區，是連結台2線與東海街的交流道，指標為台62甲線0k，也是基隆港東岸聯外道路的起點，於2013年12月19日通車，可通往基隆市區及基隆港東岸碼頭。
|          | 0 基隆端 |  | 基隆市區 |
| 東岸碼頭 | 0 基隆端 |  |          |

## 外部連結
- 台62甲線中正端（基隆端）示意圖 （页面存档备份，存于）（交通部公路總局）